# فيجاي باتكار
فيجاي باتكار هو ممثل هندي في المسرح والتلفزيون والأفلام الماراثية وبوليوود.

## وصلات خارجية
- فيجاي باتكار على موقع IMDb (الإنجليزية)
- فيجاي باتكار على موقع قاعدة بيانات الفيلم (الإنجليزية)